# Сигара
Сига́ра — тютюновий виріб, у вигляді скрутки з висушених листів тютюну, який має циліндричну або близьку до циліндричної форму і має три шари: начинку із цільного, тріпаного чи різаного тютюну, підвертку із сигаретної та/або іншої тютюнової сировини для виробництва тютюнових виробів і обгортку із сигарного тютюнового листка. На відміну від сигарет не має паперової обгортки.

## Назва
Слово сигара походить через фр. cigare від ісп. cigarro. Походження іспанського слова остаточно не з'ясоване, припускають, що cigarro первісно означало «цикада-самець» (чоловіча форма від діалектного південноіспанського cigarra, «цикада»). Інші версії виводять його з маянських мов, наприклад, від юкатек. siyar («курити тютюнове листя») чи від кекчі sik'ar («курити»).
В іспанській мові слово cigarro може вживатися як щодо сигари (cigarro puro чи просто puro), так і щодо сигарети (cigarrillo).

## Історія сигар

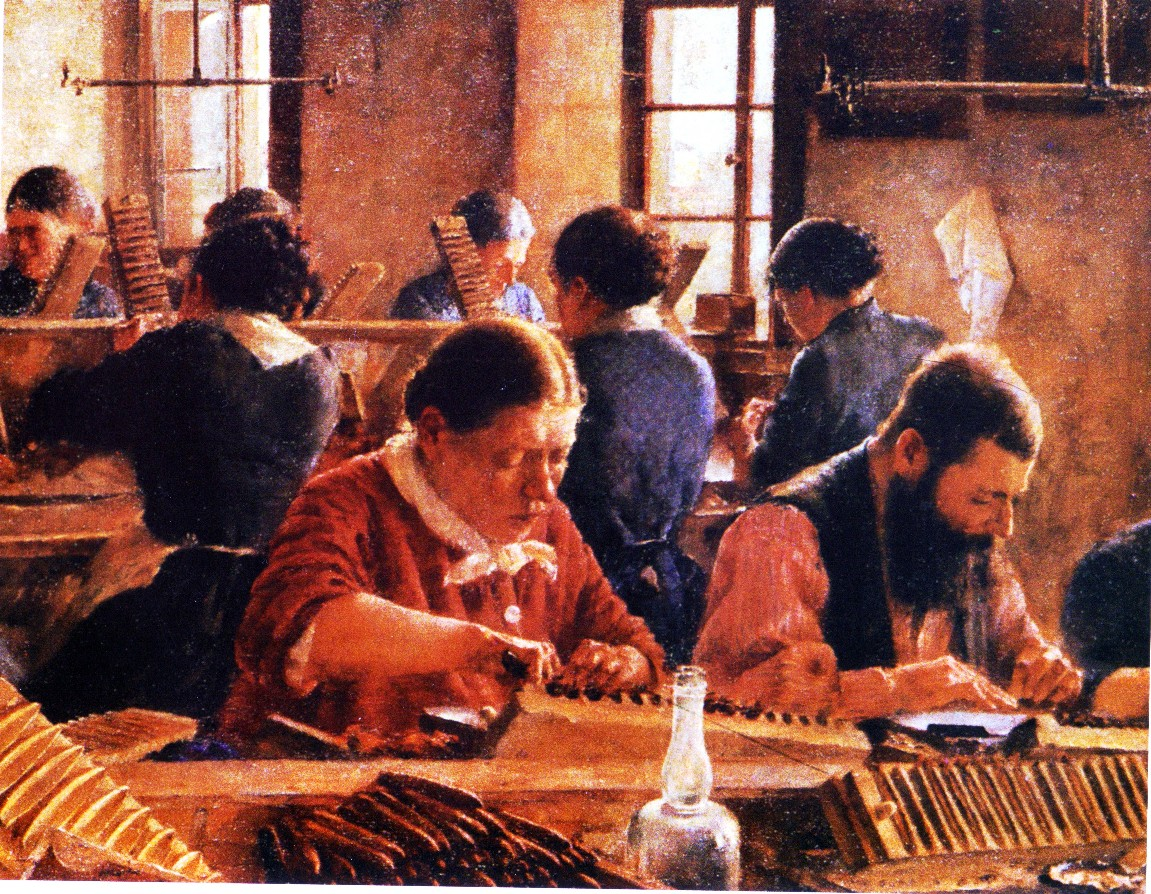
Йоганнес Маркс, «Майстри сигар», 1889

Першість у вирощуванні та вживанні тютюну належить представникам американського континенту. Можливо, тютюн вперше з'явився на півострові Юкатан в Мексиці. Він був відомий індіанцям мая в Центральній Америці, які після розпаду своєї цивілізації поширили його в Північній та Південній Америці. Ймовірно, що саме в Північній Америці тютюн був уперше використаний в обрядах індіанців Міссісіпі. Решта світу дізналася про нього лише після відомої подорожі Колумба 1492 р. На островах Багамського архіпелагу йому зустрілися доброзичливі тубільці, які тримали в зубах тліючі скручування і вдихали ароматний дим. Саме так відбулося знайомство європейців з тютюном. Але те, що палили індіанці і використовували в релігійних обрядах, лише частково нагадувало сучасну сигару.
Перша фабрика з виробництва сигар з'явилася у 1541 році на острові Куба. Цей острів тривалий час був основним виробником тютюну. До Європи вони потрапили лише у 1717 році. До цього тютюн нюхали або палили в люльках. Двовікова монополія іспанців на кубинський тютюн почалася з указу іспанського монарха Філіппа III від 20 жовтня 1614 року, яким він не лише вирішив дозволити вільний обробіток тютюну, але й наказав його надлишки відвозити до Іспанії, у місто Севілья. А у квітні 1717 року Філіппом V був виданий історичний документ під назвою Estanco del Tabaco, який встановлював королівську монополію на тютюн, що вирощується на Кубі. Це рішення викликало масові хвилювання серед тютюнових плантаторів — «вегерос». Отже, Куба постачала до Іспанії тютюн, а сигари скручувались у Севільї та мали назву «севілли». У 1817 році іспанський король Фердинанд VII указом відмінив монополію на володіння на Кубі, внаслідок чого виробники змогли вільно експортувати сигари. В результаті цього рішення вже наступного року на Кубі було близько 400 мануфактур, де виготовляли сигари 800 марок на всі смаки. Сигарна виробнича галузь остаточно сформувалася наприкінці XIX століття, коли в країні було 9500 плантацій, а в містах з'явилися фабрики. До цього ж часу належить виникнення різних марок та розмірів сигар, введення сигарних коробок та стрічки. Поступово виробники сигар стали головною частиною робітничого класу Куби.
На сьогодні вирощування сигарного тютюну та виробництво сигар не обмежується Кубою. Якісні сигари виробляються в Домініканській Республіці, на Ямайці, в ряді країн Центральної Америки (Мексика, Гондурас, Нікарагуа). Тютюнові листи достатньо високої якості виробляються в Еквадорі, власний стиль та унікальний смак мають сигари з Бразилії. Багаті смакові якості мають темні тютюнові листи з Камеруну. Нідерланди, Німеччина та Швейцарія налагодили виробництво сигар з сировини, що виробляється на Яві та в Суматрі.

## Формат та форма сигар

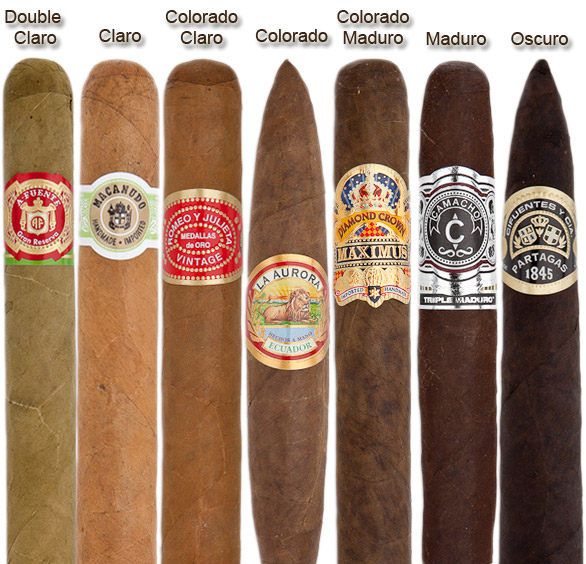
Сигари різних форм та кольорів

За формою всі сигари діляться на прямі і фігурні. Прямими, або parejos, називають циліндричні сигари, однакового діаметра по всій довжині. Фігурні за формою відрізняються від циліндричної. Сьогодні фігурних сигар небагато, якщо порівнювати з сигарами прямих форматів, проте колись усе було навпаки. За індіанською традицією, впродовж тривалого часу всі сигари мали конічну форму. Перші прямі сигари з'явилися лише в кінці XVII — на початку XVIII століття. Щодо властивостей паління, то головна особливість фігурних сигар полягає в тому, що вони відчутніше міняють смак під час паління.
Формат (ісп. vitola) сигари визначає співвідношення довжини, діаметра і ваги. На Кубі більше 40 різних форматів сигар. Марки сигар можуть бути як великого, так і малого формату. Як правило, сигари великого діаметра мають сильніший смак, горять повільно і рівно. За традицією, довжина сигари вимірюється в дюймах, а діаметр — в спеціальних одиницях, запозичених у ювелірів. Професіонали називають діаметр сигари ринг гейдж («сіро» — по іспанськи, або «калібр»), одиниця вимірювання рівна 1/64 дюйма або приблизно 0,396 міліметра. Зважаючи на величину ринг гейджа, всі сигари діляться на три групи. Сигари великого діаметра (thick gauge) — це сигари з ринг гейдж від 46 до 52. Сигари середнього діаметра (medium gauge) — від 40 до 45. Сигари маленького діаметра (slim gauge) — від 26 до 39.
Термін паління залежить від довжини сигари, яка впливає на температуру диму, що попадає в рот курця. Проходячи через сигару, дим охолоджується: що довша сигара, то м'якше і прохолодніше паління, і навпаки. Від діаметра сигари залежить повнота і насиченість смаку. Цілком закономірно, що сигара з великим діаметром містить більше листя і, відповідно, різного сорту тютюну. Три одночасно тліючих листки дадуть більше смаку, ніж один або два, та й загальна гамма буде на порядок складнішою.
| Формат                     | Вага | Розмір (довжина x діаметр) |
| -------------------------- | ---- | -------------------------- |
| GRAN CORONA                | 47 г | 235 мм x 18,65 мм          |
| DOUBLE CORONA (Prominente) | 49 г | 194 мм x 19,45 мм          |
| CHURCHILL (Julieta 2)      | 47 г | 178 мм x 18,65 мм          |
| DALIA                      | 43 г | 170 мм x 17,07 мм          |
| PIRAMIDE                   | 52 г | 156 мм x 20,64 мм          |
| CAMPANA                    | 52 г | 140 мм x 20,64 мм          |
| ROBUSTO                    | 50 г | 124 мм x 19,84 мм          |
| LONSDALE (Cervante)        | 42 г | 165 мм x 16,67 мм          |
| CORONA GORDA               | 46 г | 143 мм x 18,26 мм          |
| CORONA GRANDE              | 42 г | 155 мм x 16,67 мм          |
| CORONA                     | 42 г | 142 мм x 16,67 мм          |
| PETIT CORONA (Mareva)      | 42 г | 129 мм x 16,67 мм          |
| MINUTO                     | 42 г | 110 мм x 16,67 мм          |
| LAGUITO NO. 1              | 38 г | 192 мм x 15,08 мм          |
| LAGUITO NO. 2              | 38 г | 152 мм x 15,08 мм          |
| LAGUITO NO. 3              | 26 г | 115 мм x 10,32 мм          |
| DEMI TASSE (Entreacto)     | 32 г | 100 мм x 12,70 мм          |
| PANETELA LARGA             | 28 г | 175 мм x 11,11 мм          |

## Обрізування сигар

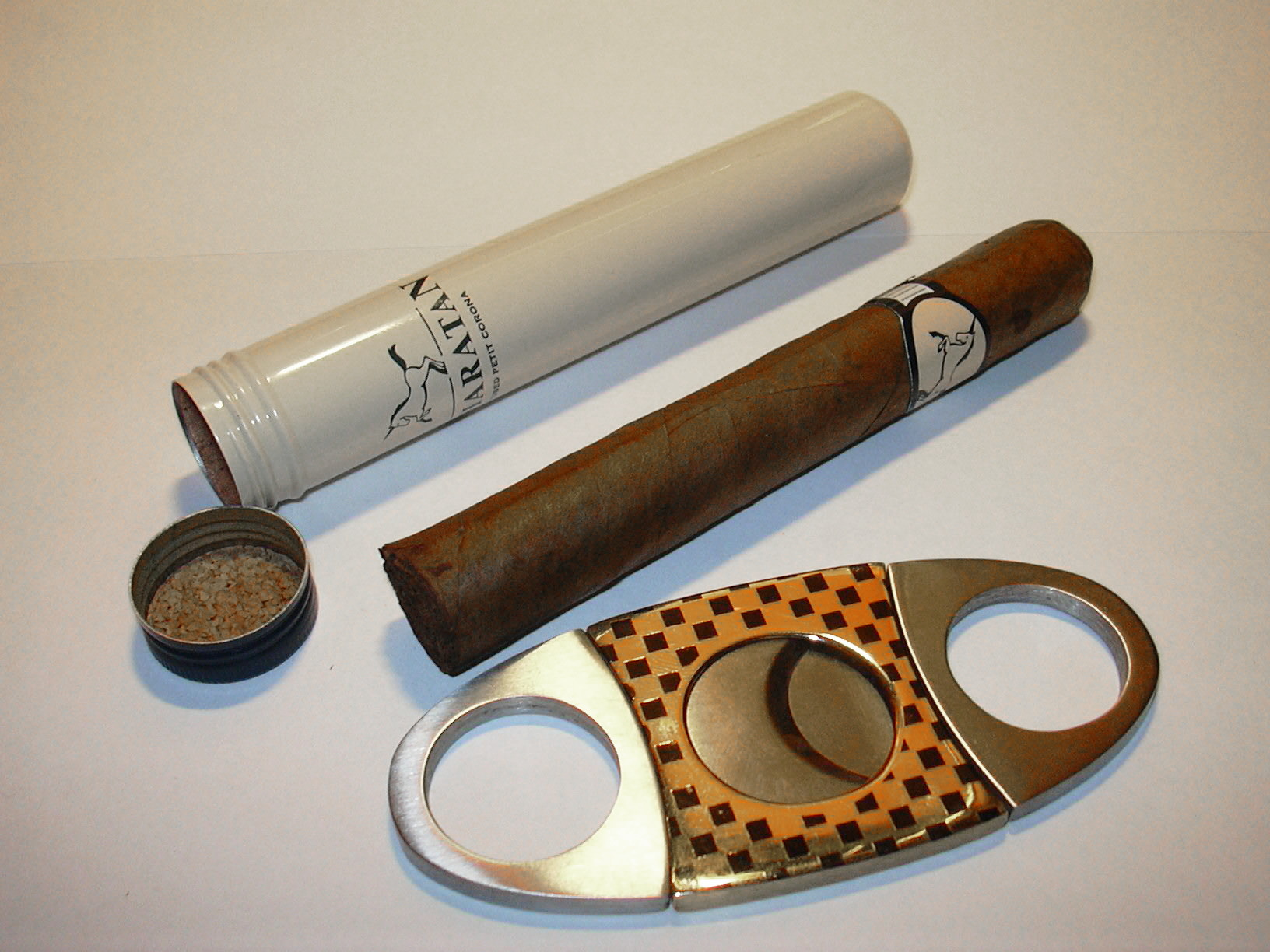
Туба, сигара та гільйотина

Обрізування сигар — ритуал, що впливає на відчуття, під час паління цієї сигари. Рух руки має бути точним і упевненим. Найкраще обрізувати голівку сигари там, де скручене листя тютюну паралельне одне одному. Якщо діаметр зрізу недостатній, уповільниться рух ароматного диму, а дуже широкий зріз робить тягу дуже повільною, що призводить до занадто «гарячого» паління. Особливо це стосується коротких сигар формату robusto або obus, в яких зріз має бути мінімальний. Для обрізування можна використовувати різні інструменти (каттери cut — різати) з гострим лезом, найпоширеніший — гільйотина. Гільйотини бувають з одним або з двома лезами, останні — кращі. Інший популярний тип каттера — сигарні ножиці. Використовуючи ці пристрої, сигару необхідно обрізати, відступивши близько трьох міліметрів від кінця, так, щоб від шапочки на сигарі залишалося тонке кільце, яке ніколи не дасть покривному листу розгорнутися. Сигарні ножиці — елегантний і стильний аксесуар, за допомогою якого можна обрізувати сигару абсолютно точно і чисто.

## Куріння сигари

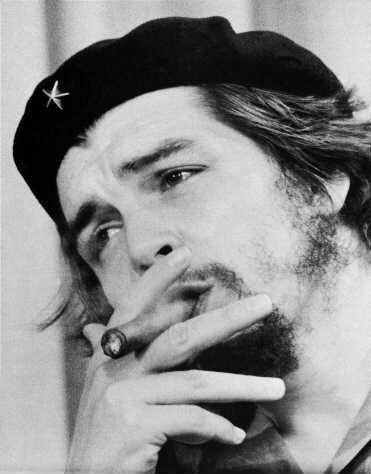
Че Гевара: «Паління під час відпочинку є найкращим супутником солдата»

Куріння сигари суттєво відрізняється від куріння сигарети та має свої традиції. Сигара вимагає уваги і певної обстановки, її не палять на ходу або в стресовій ситуації. Короткі і товсті сигари формату robustos найпопулярніші, саме для короткої ділової розмови. Вранці найкраще віддати перевагу легкій і стриманій сигарі, а увечері можна дати волю настрою і запалити міцну сигару зі складною палітрою начинки. Розпалювати сигару необхідно газовою запальничкою, або спеціальними сірниками для сигар, або кедровою скіпкою. Тримаючи сигару під кутом, на відстані від полум'я, необхідно повільно обертати сигару, стежити, щоб вона рівномірно почала тліти по всьому діаметру. Взявши сигару в рот, треба обертати її, утримуючи полум'я. Коли ніжка почервоніє, роблять декілька легких затягувань, не забуваючи, що сигару палять не затягуючись. Заведено палити сигару до банта. Залежно від індивідуальних переваг — знімають або залишають бант на сигарі. Під час куріння від нових відтінків міняється смаковий букет сигари. Якщо дати їй згаснути і відкласти, порушується смаковий баланс, повторне розпалювання не принесе великого задоволення. Горіння сигари необхідно постійно підтримувати. При повторному розпалюванні сигари, котра щойно згасла, смак не погіршується. Згідно з етикетом, закінчивши паління, сигару не слід гасити, її просто залишають в попільниці — вона сама повільно і благородно загасне.